# Senna corymbosa

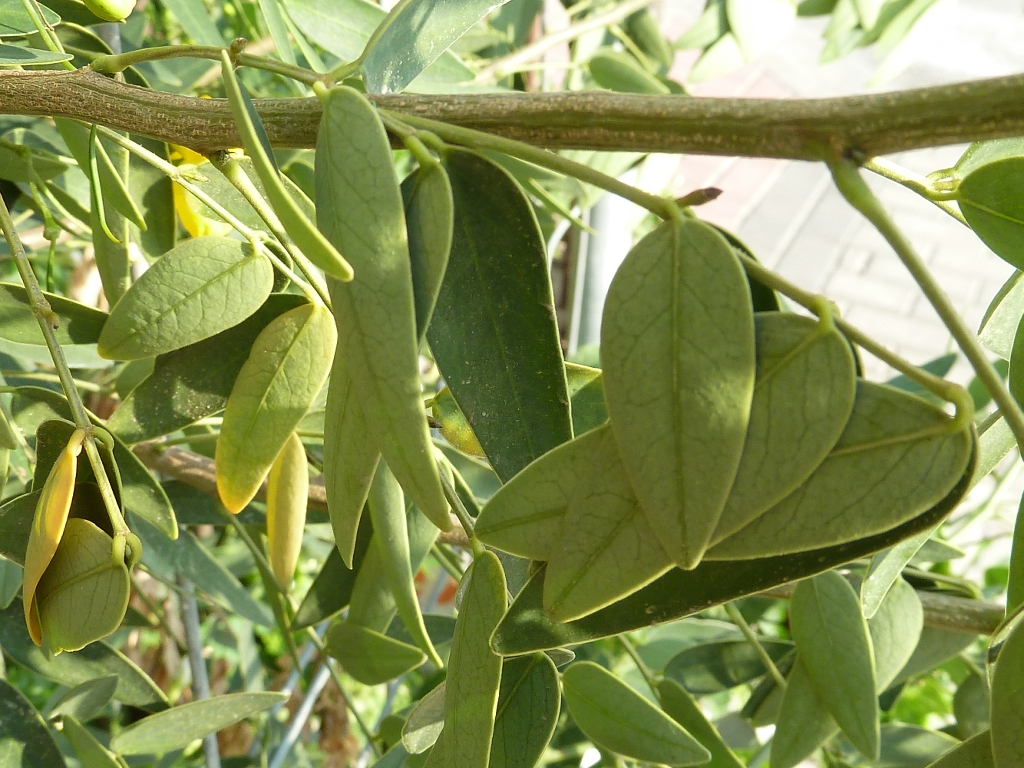
Hojas repliegadas a la sombra y de noche

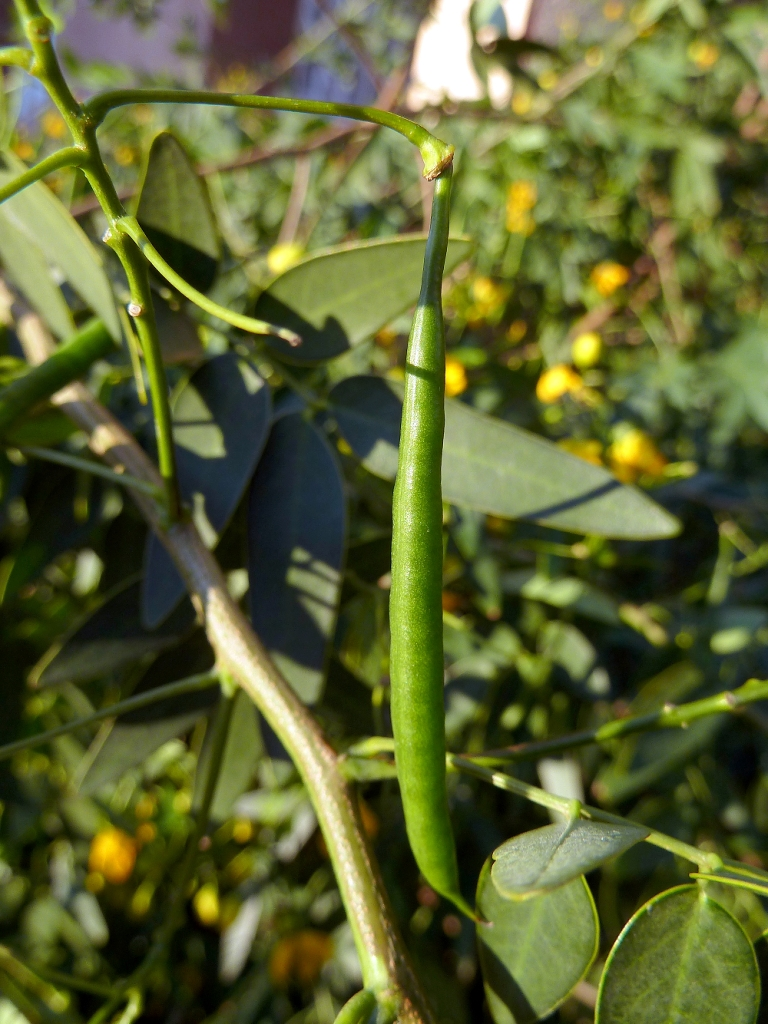
Fruto (legumbre) todavía inmaduro

Senna corymbosa, llamada comúnmente rama negra debido al color muy oscuro de su tronco y ramas o sen del campo, es un arbusto o más raramente un pequeño arbolito, de la familia Fabaceae, perteneciente al género Senna aunque durante mucho tiempo fue incluido en el género Cassia. Es originario del sector este del cono sur de América del Sur.

## Descripción
Arbusto de hoja semiperenne que alcanza una altura de unos 2,5 metros. Las hojas se disponen de forma alterna, son compuestas y pinnadas (2 a 3 folíolos), oblongas o lanceolado-oblongas y con el ápice más agudo que otras especies similares del mismo género. Se repliegan a la sombra y de noche. Las flores son amarillas, con 5 sépalos y pétalos sub-iguales,10 etaminas muy desiguales en 3 grupos [3-4-3] y un estilo muy curvado hacia arriba. Florece en verano y otoño y es visitda por mangangaes, los cuales son los encargados de su polinización.
El fruto es una legumbre colgante indehiscente, de forma cilíndrica (unos 6 a 10 cm) llena de semillas.

## Distribución y hábitat
Se distribuye, desde el nivel del mar hasta unos 200 m s. n. m., en todos los departamentos del Uruguay; en el sur del Brasil en los estados de Río Grande del Sur y Santa Catarina; en el Paraguay; y en el este de la Argentina, en las provincias de La Pampa, Córdoba, Santa Fe, Misiones, Corrientes, Entre Ríos, y Buenos Aires, llegando por el sur hasta los alrededores de Mar del Plata. Se encuentra asilvestrada en la provincia de Tucumán.
Habita zonas húmedas, riberas de ríos y linderos de montes.

## Cultivo
Puede ser cultivado en climas templados, ya que es resistente a las heladas, si estas no son muy fuertes. Por esta cualidad es muy cultivado en el hemisferio norte, donde florece de julio hasta octubre. Es posible propagarlo tanto por semillas como por esquejes, siendo adecuado en este último caso el plantarlos en arena pura y en condiciones cálidas y protegidas, por ejemplo, en un invernadero.

## Sinonimia
- Adipera corymbosa (Lam.) Britton & Rose
- Cassia corymbosa Lam.
- Cassia crassifolia Ortega
- Cassia falcata Dum. Cours.
- Cassia falcata L. es un sinónimo de Senna occidentalis (L.)
- Chamaefistula corymbosa (Lam.) G.Don